# Fuad I của Ai Cập
Fuad I, tên khai sinh là Ahmed Fuad (26 tháng 3 năm 1868 - 28 tháng 4 năm 1936) là Sultan rồi trở thành Vua của Ai Cập và Sudan, Toàn quyền của Nubia, Kordofan và Darfur. Là quốc trưởng nhà Muhammad Ali thứ chín của Ai Cập và Sudan, năm 1917 ông lên kế vị hoàng huynh là Sultan Husayn Kamil. Ông xưng vương năm 1922 khi Ai Cập trở nên độc lập trước Vương quốc Anh.